# Ridolfo Capo Ferro
Ridolfo Capoferro ou Capo Ferro de Cagli era um mestre de esgrima na cidade de Siena mais conhecido por sua rapieira manual de esgrima lançada em 1610.
Ele parece ter saudado de Cagli na província de Pesaro e Urbino, mas era ativo como um mestre de esgrima na cidade vizinha de Siena, Toscana.
Embora possa ter estudado com mestres da escola alemã, seus ensinamentos não refletem a influência alemã perceptível, mas em vez disso estão na tradição italiana, com uma notável influência da escola italiana antes da esgrima do século XVI.